# Aeroportul John A. Osborne
Aeroportul John A. Osborne (IATA: MNI, ICAO: TRPG) este un aeroport din Montserrat, Teritoriile britanice de peste mări, Regatul Unit. Aeroportul a fost tranzitat în 2018 de 15.374 de pasageri. A fost deschis în 2005 și numit după John Osborne⁠(d).
Situat la o altitudine de 168 m, aeroportul dispune de o singură pistă. Este operat de Nigel Osborne⁠(d).